# Маквиль
Макви́ль (фр. Macqueville) — коммуна во Франции, находится в регионе Пуату — Шаранта. Департамент коммуны — Шаранта Приморская. Входит в состав кантона Мата. Округ коммуны — Сен-Жан-д’Анжели.
Код INSEE коммуны — 17217.

## Население
Население коммуны на 2010 год составляло 296 человек.
| 1962 | 1968 | 1975 | 1982 | 1990 | 1999 | 2010 |
| ---- | ---- | ---- | ---- | ---- | ---- | ---- |
| 448  | 421  | 356  | 305  | 276  | 294  | 296  |